# Mittelsteine
El campo de concentración de Mittelsteine fue un Arbeitslager o un campo de trabajo esclavo nazi que funcionó en el territorio de la Alemania nazi durante la última parte de la Segunda Guerra Mundial.Se estableció originalmente en 1942, pero se operó formalmente durante 250 días (8 meses y una semana) entre el 23 de agosto de 1944 y el 30 de abril de 1945 (siendo este último la fecha de su liquidación) como un subcampo exclusivamente femenino de Gross-Rosen.

## Descripción general

### Prisioneros y personal
Los detenidos en el campo incluían principalmente mujeres de origen judío deportadas de Hungría y Polonia. El número promedio de reclusos varió entre 300 o 400, mientras que hacia el final de la guerra el total aumentó a casi 1000.  La función de comandante de campo o Lagerkommandant (una posición a veces denominada Zwischengeschalteter SS-Offizier u «oficial de enlace de la SS») fue realizada por SS-Hauptsturmführer Paul Radschun. La Oberaufseherin o «supervisora principal» (la funcionaria más alta) era Erna Rinke. El personal incluía de 10 a 15 guardias femeninas. Entre los más notorios se mencionan los nombres de Aufseherinnen Philomena Locker (condenada después de la guerra a siete años de prisión), Charlotte Neugebauer y Schneider (primer nombre desconocido).

### Ubicación
El campamento estaba situado en la localidad llamada Mittelsteine (rebautizada como Ścinawka Średnia en 1947) en lo que entonces era el territorio de la Alemania nazi, a unos 17 kilómetros al noroeste de Kłodzko (alem., Glatz), la ciudad más grande más cercana, o 104 kilómetros al suroeste de la metrópoli regional, Breslavia (alem., Breslau) — en el territorio de la Baja Silesia que fue otorgado a Polonia después de la guerra.
A pesar de su pintoresca ubicación geográfica en la llamada Depresión de Steine (Obniżenie Ścinawki) entre los Montes Mesa y los Montes Piedra, su historia que se remonta al siglo XIV, Mittelsteine era antes de la Segunda Guerra Mundial un pueblo altamente industrializado. La aldea era, por ejemplo, el sitio de una importante central eléctrica que suministraba electricidad a la red electrificada de Silesia (el Elektrischer Bahnbetrieb in Schlesien) del sistema ferroviario alemán (véase la imagen a continuación) considerado uno de los activos más valiosos del Reich. Fue un importante nudo ferroviario ya en el siglo XIX. Mittelsteine fue, por tanto, una elección natural para la ubicación de varias industrias.
En la actualidad, el paso fronterizo entre la República Checa y Polonia en Otovice–Tłumaczów está a solo 8½ km; mientras que la ciudad más cercana de Alemania, Zittau, está a 179 km millas de distancia.

### Campo

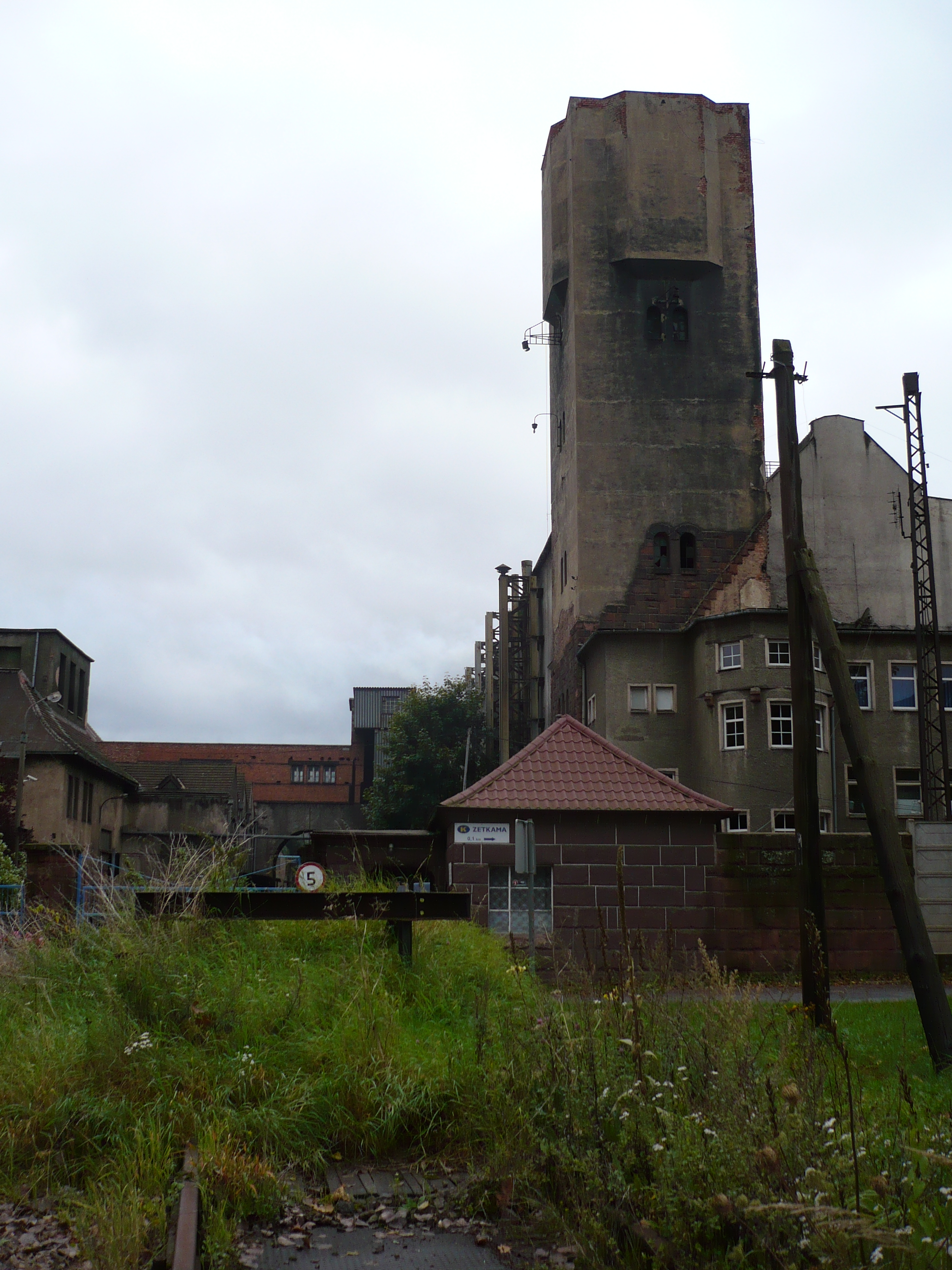

El campo constaba de tres barracones ubicados en el lado noroeste de la carretera de salida que sale del pueblo hacia Ratno Dolne (alem., Niederrathen) - la actual carretera de voivodato (o DW) DW 387 localmente llamada ulica Piłsudskiego - a unos 600 metros del puente sobre el río Steine (actual Ścinawka) en la dirección que se aleja del centro del pueblo a la derecha. Los prisioneros fueron conducidos bajo guardia armada de un lado a otro por las calles del pueblo entre sus lugares de trabajo forzado y el campo. El trabajo forzado involucró principalmente trabajo para el fabricante de armamento y municiones Totex, una subsidiaria de Metallwarenfabrik Spreewerk GmbH, propiedad de Deutsche Industrie-Werke AG (DIWAG), y para otras empresas de municiones DIWAG ubicadas en Mittelsteine, y en las partes de aviación fábrica Fa. Albert Patin, Werkstätten für Fernsteuerungstechnik (cuya ubicación dentro del pueblo es hoy incierta). Contemporary German accounts suggest the Albert Patin factory was located within 15 minutes' walk of the railway station. Los relatos alemanes contemporáneos sugieren que la fábrica de Albert Patin estaba ubicada a 15 minutos a pie de la estación de tren. El trabajo esclavo de los reclusos estaba relacionado específicamente con la fabricación de componentes de los cohetes V-1 y V-2 — componentes que se producían en secreto en la fábrica instalada en el molino de algodón reconvertida (die Baumwollspinnerei) de Schiminsky & Co. ( Se dice que la fábrica estaba conectada por un túnel con la Fortaleza Kłodzko, donde estaba en funcionamiento una fábrica similar operada por mano de obra esclava).
Las presas que no podían trabajar debido a enfermedades graves fueron sacadas del campo para ser ejecutadas fuera de las instalaciones, al igual que las que se encontraban en etapas avanzadas de embarazo. En los últimos periodos de la existencia del campo en 1945, a varios prisioneros que enfermaron se les permitió morir sin atención médica en el Revier del campo o en la sala de aislamiento.
Con la derrota que se avecinaba en los últimos meses y semanas de la guerra, los nazis liquidaron el campo y transfirieron a los prisioneros a dos sitios alternativos de trabajo esclavo de acuerdo con el siguiente proceso de selección: los ciudadanos húngaros fueron enviados al campo preexistente de Mährisch Weisswasser en Bílá Voda en el Sudetenland, mientras que los ciudadanos polacos fueron enviados al campamento recién creado en Grafenort en Alemania (actual Gorzanów en Polonia) a 27 kilómetros de Mittelsteine. Como Bella Gutterman, directora del Instituto Yad Vashem, comenta sobre estos últimos desarrollos, en 1945 las decisiones de los nazis con respecto al campo de Mittelsteine «no seguían una lógica evidente». Sin embargo, el desenlace inexplicable puede estar relacionado con el hecho de que, con los avances de las fuerzas aliadas en el frente oriental, los nazis detuvieron rápidamente la producción secreta de los componentes de los cohetes V-1 y V-2 en Mittelsteine, desmantelaron la maquinaria especializada utilizada para el propósito y la envió fuera de la región.

## Revelaciones y testimonios de la posguerra

### Víctimas
Entre las varias memorias publicadas por ex reclusos durante la posguerra, la descripción más detallada del campo, según los expertos, es la ofrecida por Sara Selver-Urbach en su libro Through the Window of My Home publicado en Israel en 1964. Selver-Urbach escribe, en parte,
...la vida en Mittelsteine era un infierno, aunque un infierno menor que en cualquier otro lugar, y nuestra porción de tormentos y sufrimiento era, sin duda, una parte indivisible de ese sistema total y completo que he etiquetado como «Un planeta diferente»...
Otra ex reclusa, Ruth Minsky Sender, quien en su libro de 1986 The Cage transmite vívidamente la atmósfera generalizada de terror establecida en Mittelsteine por el uso aleatorio de la tortura, habla en las entrevistas de los suicidios entre los presos desesperados.

### Perpetradores
Sin embargo, el propietario y jefe de las empresas de trabajo forzado en Mittelsteine, el industrial e inventor Albert Patin, en lugar de ser procesado por crímenes de guerra después de que la guerra había terminado, fue llevado en 1945 — junto con su familia, que le siguió en 1946 — a los Estados Unidos (inicialmente a la ciudad de Nueva York) y posteriormente se le proporcionó una vivienda a expensas del gobierno de los EE. UU. en Wright Field (cerca de Riverside, Ohio) en un intento por arrebatarle los secretos de la Luftwaffe, incluso cuando se desató una guerra de ofertas entre los británicos y las agencias de inteligencia francesas sobre quién haría la oferta más atractiva para atraerlo a su bando. Estos hechos tuvieron lugar precisamente en el momento en que el Tribunal de Núremberg — del cual Estados Unidos era uno de los cuatro poderes constitutivos — estaba definiendo en sentido estricto como crímenes de guerra, en el Artículo 6(b) de su Carta de 1945, las violaciones de la leyes y costumbres de guerra que incluían pero no se limitaban a
el maltrato o la deportación a mano de obra esclava o con cualquier otro fin de la población civil del territorio ocupado o en el territorio ocupado, el asesinato o el maltrato de prisioneros...

## Estado actual

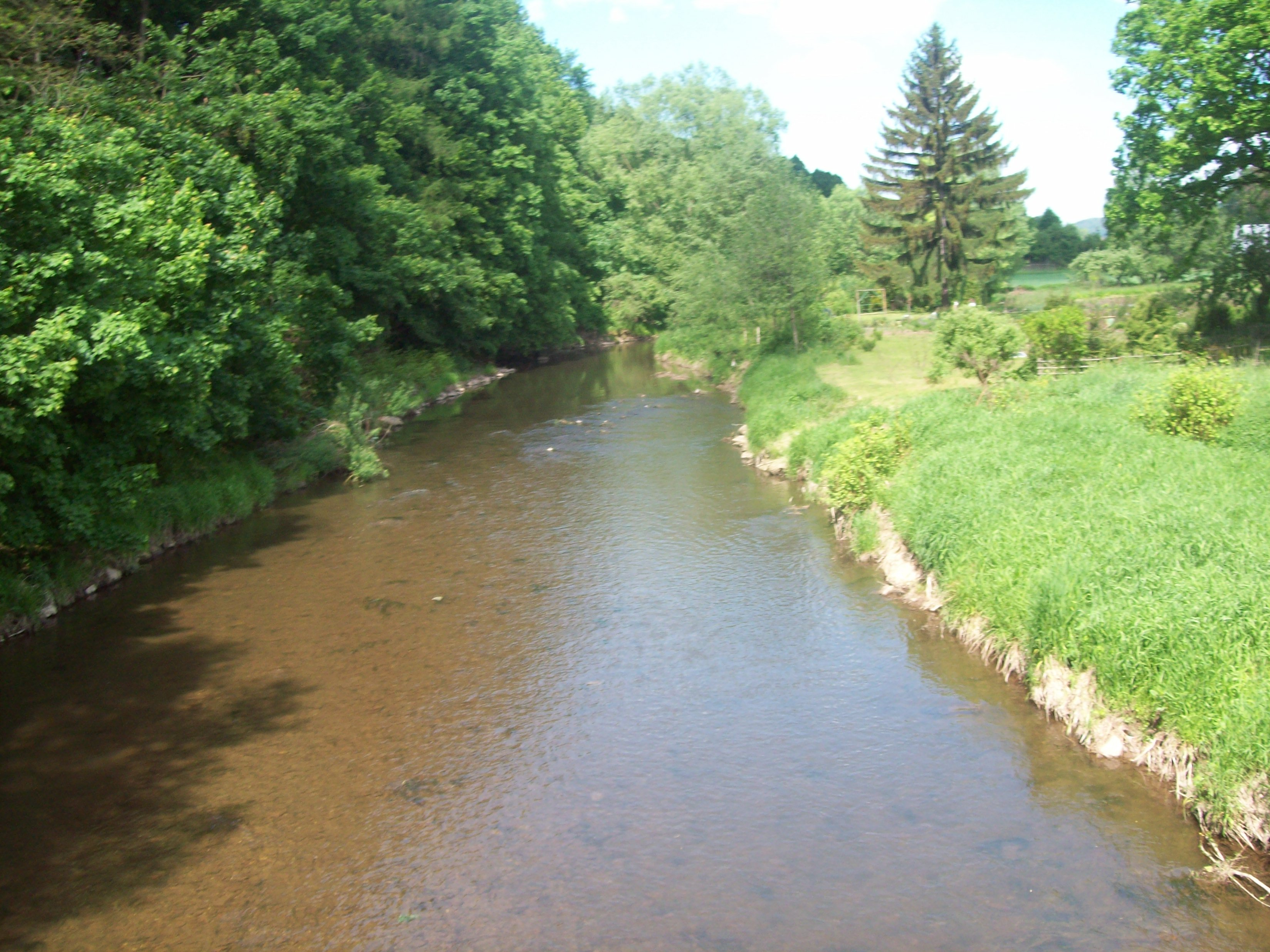

Según informes de la prensa polaca, el molino de algodón que solía albergar la fábrica de mano de obra esclava, que hasta 1991 había sido una empresa corriente como filial del molino de algodón Piast (ahora desaparecida) de propiedad estatal (Zakłady Przemysłu Bawełnianego "Piast") de Głuszyca, en 1992 se convirtió en una empresa privada con el nombre de Raftom, y desde entonces ha sido víctima de especuladores inmobiliarios sin escrúpulos y está siendo desmantelada. No hay evidencia de ningún intento oficial de preservar o conmemorar este importante sitio del Holocausto.
El campo de concentración de Mittelsteine ha sido reconocido formalmente por el gobierno de la Tercera República Polaca como lugar de martirio por el decreto (rozporządzenie) del Primer Ministro de la República de Polonia del 20 de septiembre de 2001 promulgado en el estatuto oficial, el Dziennik Ustaw (Dz.U.2001.106.1154), como un tecnicismo legal al que se recurrió para incluir a los ex reclusos de Mittelsteine en la categoría de personas elegibles para la atención y protección especiales del Estado polaco como veteranos y / o víctimas de la represión nazi o comunista - una clase de personas previamente establecida por la Ley de Veteranos y Ciertas Víctimas de Represión del 24 de enero de 1991 (Dz.U.1997.142.950).

## Prisioneros notables
- Marietta Moskin, autora estadounidense de libros para niños nacida en Viena (1928-2011)
- Sara Selver-Urbach, escritora
- Ruth Minsky Sender, escritora
- Sara Zyskind, escritora